# Lúcio Valério Cátulo Messalino
Lúcio Valério Cátulo Messalino (em latim: Lucius Valerius Catullus Messalinus) foi um senador romano da gente Valéria eleito cônsul em 73 com o filho do imperador Vespasiano, Domiciano, e nomeado cônsul sufecto para o nundínio de março a abril de 85 com Quinto Júlio Cordino Caio Rutílio Gálico. É famoso porte ter sido um dos mais odiados e implacáveis delatores de sua época, temido ainda mais por sua cegueira.

## História
Borghesi supôs que Messalino tenha sido filho da imperatriz Estacília Messalina, terceira esposa de Nero, de um casamento anterior. Porém, como notou Ronald Syme, esta hipótese "a tornaria mais velha que Otão (que nasceu em 32) e a colocaria numa idade mais próxima da de Valéria Messalina". Por isso, na sua árvore genealógica de descendentes de Marco Valério Messala Corvino, Syme coloca Estacília e Cátulo Messalino como irmãos. É incerta a sua relação ao cônsul sufecto em 31, Sexto Tédio Valério Cátulo, o único outro Valério Cátulo consular.
Não se conhece nenhum outro cargo que ele tenha ocupado.
Messalino já estava morto em 97, a data de um banquete oferecido pelo imperador Nerva, o sucessor de Domiciano, no qual ele perguntou o que Cátulo Messalino teria se tornado se ainda estivesse vivo.